# Strada statale 81 Piceno Aprutina

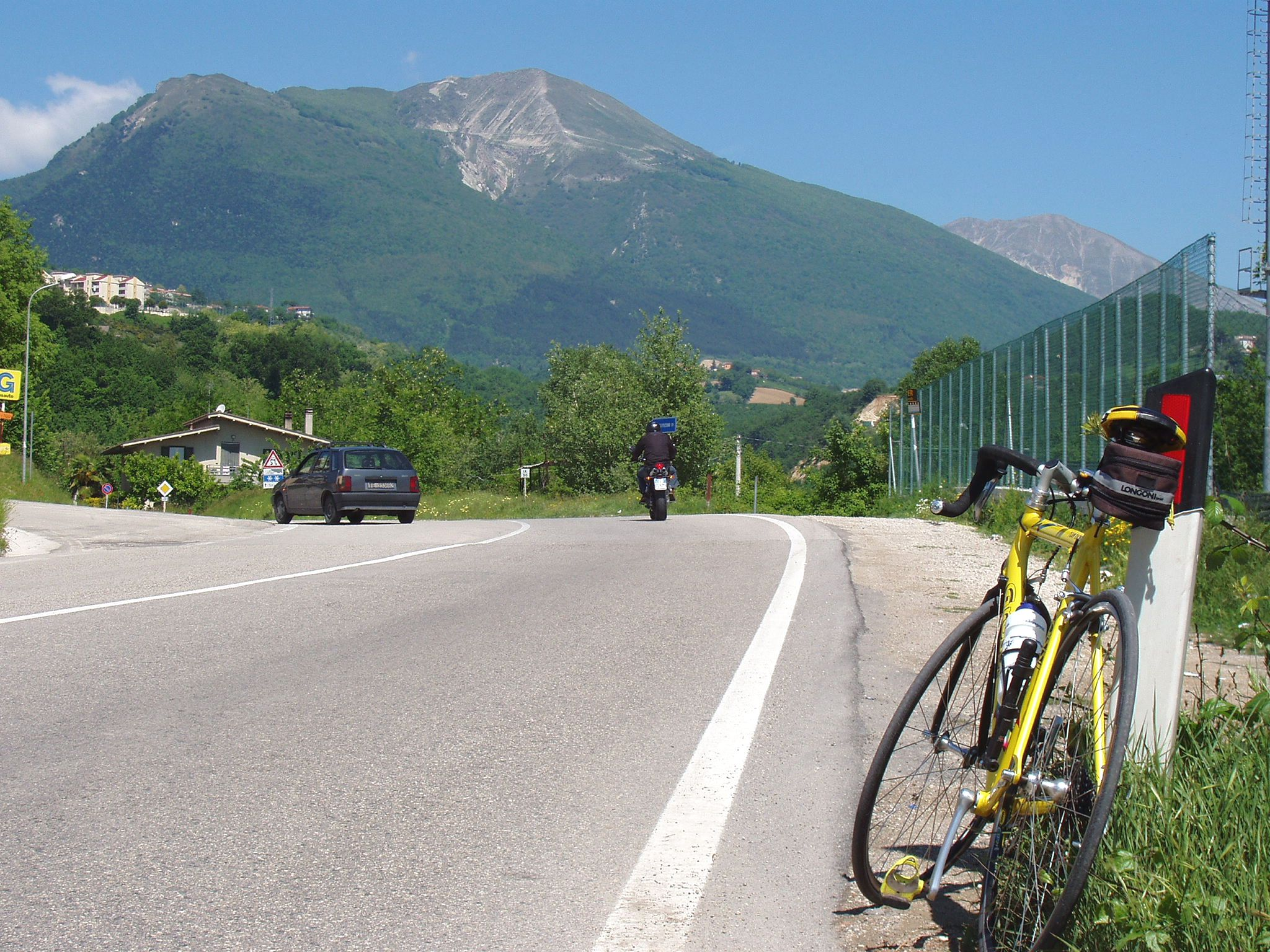
La strada statale 81 nei pressi di Teramo

La strada statale 81 Piceno Aprutina (SS 81) è una strada statale italiana. Iniziando il suo percorso ad Ascoli Piceno, nel sud delle Marche, collega i principali centri collinari della fascia pedemontana abruzzese per terminare nei pressi di Casoli.

## Storia
La strada venne istituita con la legge n. 1094 del 17 maggio 1928 con il seguente percorso: "Innesto con la n. 4 presso Ascoli - Teramo - Penne - Chieti".
Nel 1942 l'itinerario venne prolungato da Chieti sino a raggiungere la SS 84 presso Casoli.

## Percorso
La SS 81 parte dal centro di Ascoli Piceno nei pressi del ponte di porta Cartara, e dopo l'intersezione con la SS 4 Via Salaria e il raccordo autostradale 11 lascia la Valle del Tronto all'altezza di Folignano, dove superando il crinale che separa la Valle del Tronto dalla Val Vibrata raggiunge l'Abruzzo ai piedi della Montagna dei Fiori. Nonostante numerose rettifiche di tracciato svolte nel corso degli anni, la strada mantiene un andamento tortuoso interrotto solo negli attraversamenti delle principali valli abruzzesi, come la Valle del Tordino, dove la strada incrocia la SS 80 al centro di Teramo, la Valle del Vomano, dove è presente l'omonimo svincolo dell'autostrada A24, e la Valle del Tavo. Raggiunta la Val Pescara la strada si interseca con l'autostrada A25, il raccordo autostradale 12, la SS 5 Via Tiburtina Valeria e la SS 656 Val Pescara-Chieti, i principali assi viari dell'area metropolitana di Pescara, per poi attraversare il centro storico di Chieti, dove inizialmente terminava il suo itinerario.
Superato il capoluogo teatino la strada raggiunge la SS 649 di Fondo Valle Alento dove assume caratteristiche superstradali quali l'assenza di intersezioni a raso, sino a Guardiagrele, da dove si dirama la SS 81 dir. Riprendendo le caratteristiche di strada extraurbana secondaria, seguendo un tracciato rettilineo di fondovalle, costeggia l'area archeologica dell'antica città sannita Cluviae e raggiunge il fiume Aventino nei pressi di Casoli, immettendosi quindi nella SS 84 Frentana.
I primi 11,498 km sono in territorio marchigiano, i rimanenti in Abruzzo. A Villa Passo di Civitella del Tronto è presente l'antica dogana borbonica.
La ex SS 81 dir, ora SP 210, si dirama dalla SS 81 all'altezza della zona industriale di Campotrino e raggiunge la località Comino di Guardiagrele nei pressi della SS 263 di Val di Foro e di Bocca di Valle.

## Tratto Chieti-Guardiagrele
| Piceno-Aprutina |                                             |       |      |                                          |           |
| Tipo            | Nome svincolo                               | ↓km↓  | ↑km↑ | Note                                     | Provincia |
|                 | Francavilla- autostrade Bucchianico- Chieti | 150,5 | 35,2 | Immissione su SS 649                     | CH        |
|                 | area di servizio                            | -     | 32,1 | Accessibile solo in direzione monti-mare | CH        |
|                 | Roccamontepiano Casalincontrada             | 154,7 | 30,8 |                                          | CH        |
|                 | area di servizio                            | 160,6 | -    | Accessibile solo in direzione mare-monti | CH        |
|                 | Fara Filiorum Petri Rapino                  | 161,0 | 24,5 |                                          | CH        |
|                 | Comino Pennapiedimonte Palombaro            | 164,2 | 21,3 | Intersezione con SP 210 ex SS 81 dir     | CH        |
|                 | zona industriale Campotrino                 | 164,8 | 21   |                                          | CH        |
|                 | Guardiagrele San Martino sulla Marrucina    | 166,3 | 19,8 |                                          | CH        |